# Базилика Святых Игнатия и Станислава (Кременец)
Бази́лика Святы́х Игна́тия Лойо́лы и Станисла́ва Ко́стки или Костёл оо. Иезуитов — доминантный комплекс монастыря иезуитов в Кременце Тернопольской области. Сегодня — Церковь Преображения Господнего Православной Церкви Украины. Самое высокое здание города.

## История
Церковь построена архитектором Павлом Гижицким по проекту архитектора Паоло Фонтана в первой половине XVIII века в стиле виленское барокко.
По просьбе Михаила Сервация Вишневецкого в 1729 году князь Павел Карл Сангушко предложил ему на выбор три разных плана храмов, автором которых принято считать Паоло Фонтана. Выбор Вишневецкого остановился на проекте святыни с монастырем и школой, после чего для его реализации был привлечен кременецкий архитектор Павел Гижицкий.
Строительство длилось в течение 1731—1743 годов. Во времена СССР церковь использовалась как спортзал учебного заведения.

## Описание
Крылья трансепта и алтарная часть немного закруглены, что значительно повысило красоту и выразительность здания.
Боковые крылья комплекса спереди имеют наугольные башни и образуют парадный дворик вроде дворцового курдонера. Уклон земельного участка вызвал желание у архитектора создать искусственную террасу, хорошо украшенную парадной лестницей, балюстрадами и каменными фонариками в стиле рококо.